# Mramor (obwód Chaskowo)
Mramor (bułg. Мрамор) – wieś w południowej Bułgarii, w obwodzie Chaskowo, w gminie Topołowgrad.